# Lisowicia

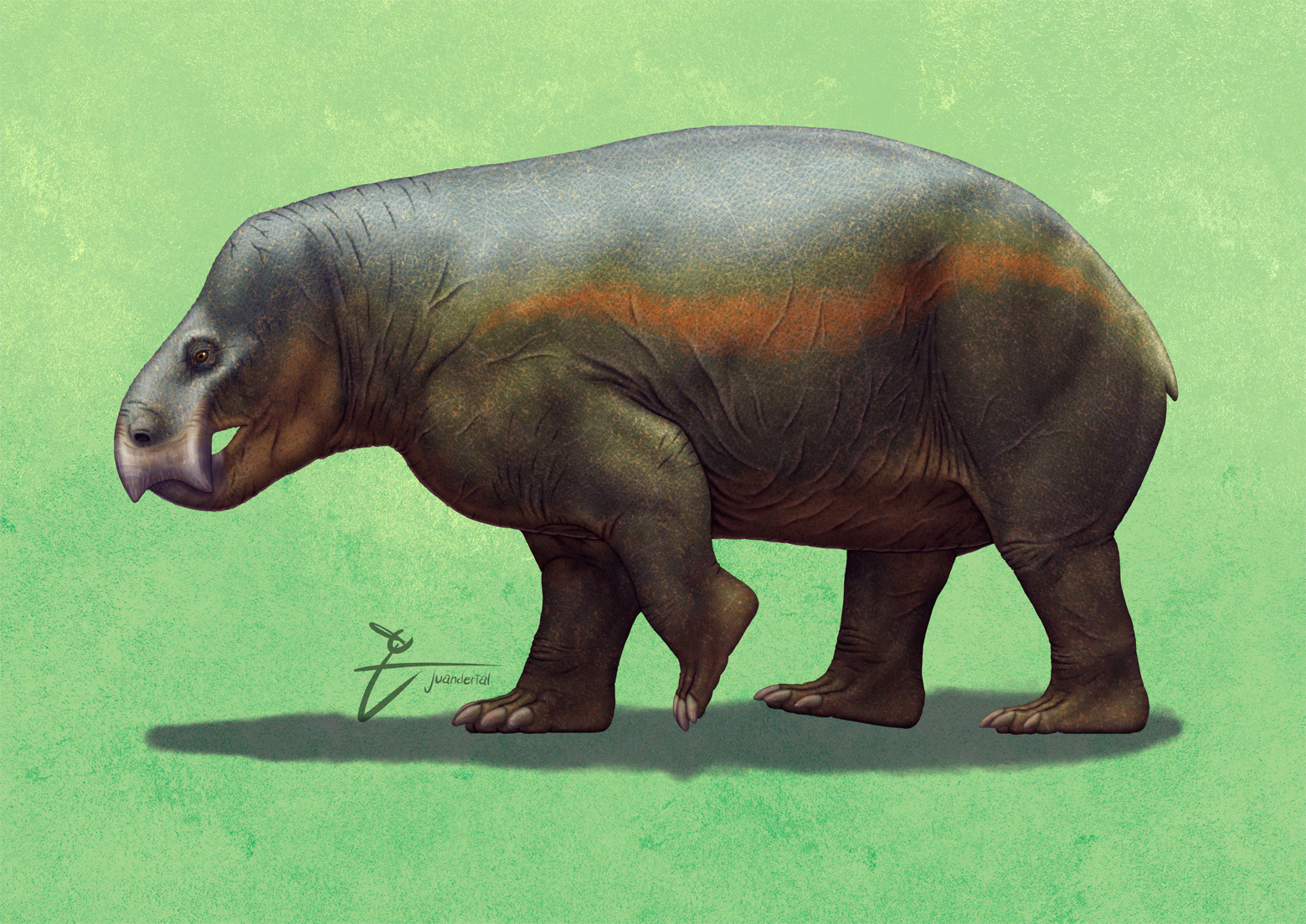
Reconstrução do animal em vida.

Lisowicia é um gênero de sinapsídeos dicinodontes que viveu no que hoje é a Polônia durante o final do Noriano ou início da Era Rhaetiana do período Triássico Superior. Mais ou menos do tamanho de um elefante, é o maior dicinodonte conhecido e o mais jovem membro definitivo do grupo.  Foi originalmente relatado em 2008.
Os pesquisadores planejam buscar mais espécimes na Rússia e na Ucrânia.